# TP Engineering
TP Engineering is een Amerikaans merk van inbouwmotoren voor motorfietsen.
TP Engineering, Behtel, USA. Het bedrijf is genoemd naar oprichter Tom Pirone, maar men gebruikt als bedrijfsslogan Total Performance.
Men maakt complete V-twin-motorblokken maar levert ook losse onderdelen, onder andere aan de merken Big Dog, Boar en Surgical Steeds.